# Эрикссон, Ларс-Юхан Петер
Ларс-Юхан Петер Эрикссон (швед. Lars-Johan Peter Eriksson; род. 3 августа 1958, Сабю) — шведский государственный и политический деятель. Занимал должность министра международного сотрудничества в области развития с января 2019 по декабрь 2020 года. Ранее занимал пост министра жилищного строительства и цифрового развития с 2016 по 2019 год и был членом риксдага (1994—1998; 2002—2014) и Европейского парламента (2014—2016). С 2002 по 2011 год был пресс-секретарём «Партии зелёных».

## Биография
Начал политическую карьеру в Каликсе, Норрботтен, где работал муниципальным комиссаром с 1999 по 2004 год. В период с 2002 по 2011 год был одним из двух пресс-секретарей «Партии зеленых» в Швеции, вместе с Марией Веттерстранд. Под их руководством «Партия зеленых» отказалась от своего манифеста, призывающего Швецию покинуть Европейский союз.
Депутат Европейского парламента с июля 2014 года по май 2016 года, где работал в Комитете по промышленности, исследованиям и энергетике. Помимо работы в комитете, входил в состав парламентских делегаций в Комитете парламентского сотрудничества ЕС-Россия, Комитете парламентской ассоциации ЕС-Молдавия и Парламентской ассамблее Евронест. В рамках фракции «Зелёные — Европейский свободный альянс» был заместителем председателя группы под руководством сопредседателей Ска Келлер и Филиппа Ламбертса.
С мая 2016 года по январь 2019 года занимал должность министра жилищного строительства и цифрового развития. В результате перестановок в кабинете министров в 2019 году был назначен министром международного сотрудничества в области развития. В этой должности пообещал вложить около 290 миллионов долларов США в виде взносов Швеции в Глобальный фонд для борьбы со СПИДом, туберкулезом и малярией на период 2020—2022 годов. 17 декабря 2020 года объявил о своей отставке из кабинета министров.

## Прочая деятельность
C 2019 года является заместителем члена Совета управляющих Всемирного банка.

## Награды
14 января 2019 года стал кавалером Большого креста ордена «За заслуги перед Итальянской Республикой».